# クリスティー・ヤマグチ
クリスティーン・ツヤ・"クリスティー"・ヤマグチ・ヘディカン（Kristine Tsuya "Kristi" Yamaguchi Hedican 、日本名：山口 ツヤ〈やまぐち つや〉、1971年7月12日 - ）は、アメリカ合衆国カリフォルニア州ヘイワード生まれの日系人の女性フィギュアスケート選手で現在はプロスケーター。1992年アルベールビルオリンピック女子シングル金メダリスト。1991年、1992年世界フィギュアスケート選手権チャンピオン。

## 経歴

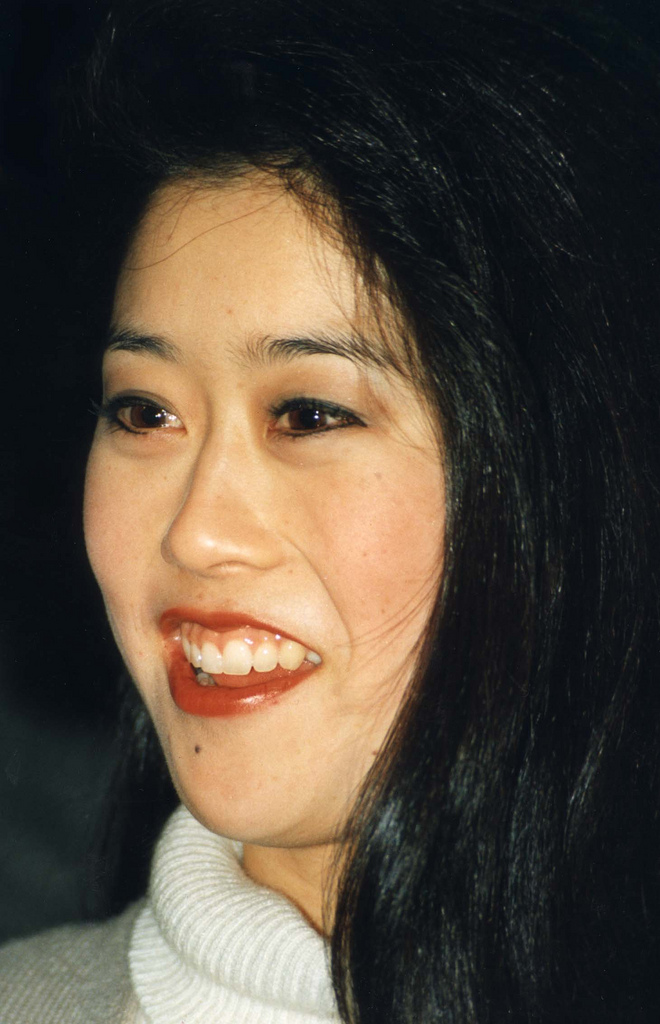
1996

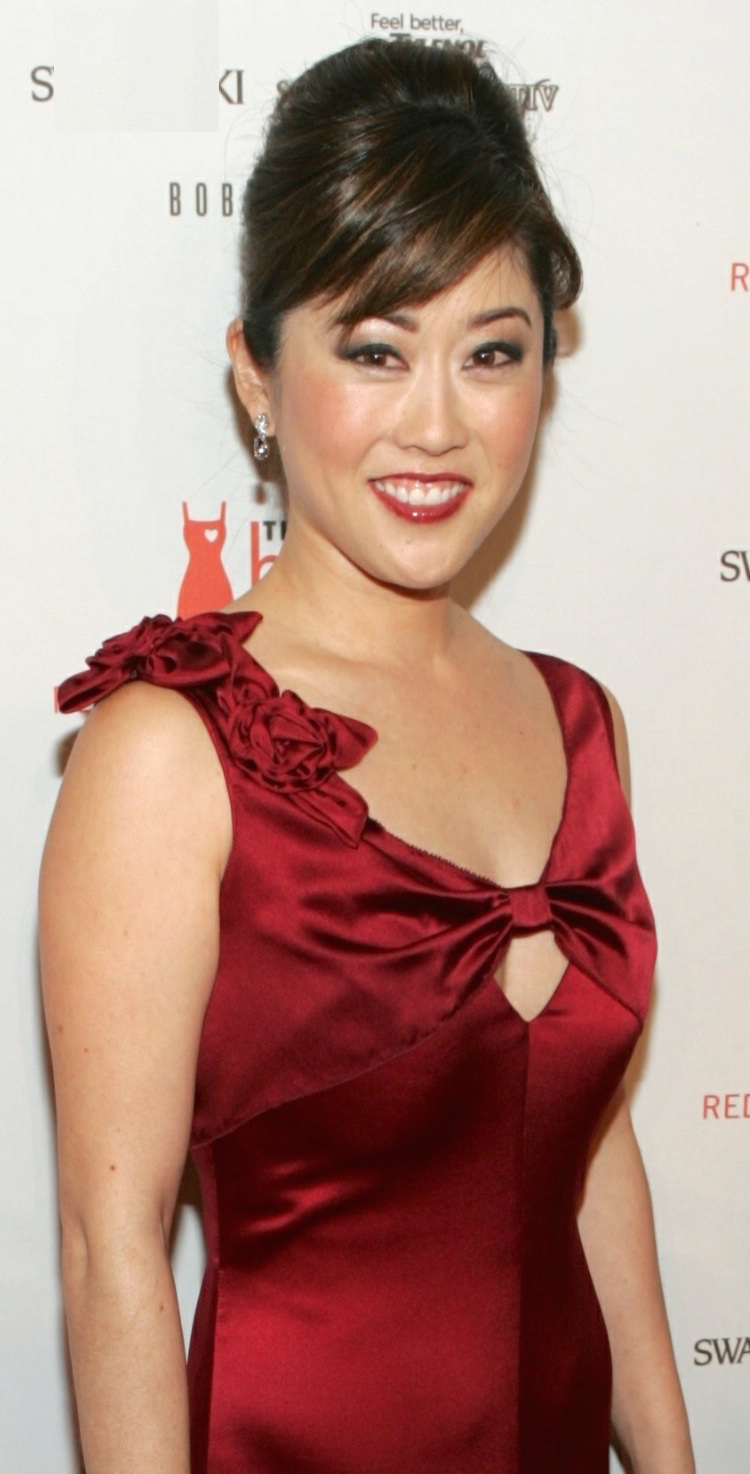
2009

ヘイワードにて、歯科医師の父・ジム ヤマグチ（山口 仁）と歯科助手の母・キャロル（旧姓：ドイ）の間に生まれた。日系人。父方は祖父が佐賀県藤津郡西嬉野村（現在の嬉野市）、母方は曾祖母が和歌山県出身の日系移民であり、クリスティー自身は日系3世に当たる。内反足というハンディキャップを持って生まれた。矯正の過程でリハビリになればと両親が始めさせたのが、フィギュアスケートとの出会いだと言う。
女子シングルと並行してルディ・ガリンドとのペアでキャリアをスタートさせ、1988年には世界ジュニア選手権で女子シングルとペアの2種目で優勝。1989年と90年にはペアで全米選手権で優勝。ちなみにガリンドとヤマグチはジャンプの回転方向が違う（ガリンドが時計回り、ヤマグチは反時計回り）という珍しいペアであった。
その後ヤマグチとガリンドはペアを解消して女子シングルに専念。91年にはトーニャ・ハーディングに次ぐ全米2位、続く世界選手権において初優勝を果たす。92年には全米選手権で優勝して同年のアルベールビルオリンピック代表となる。この大会でライバルと見られた伊藤みどりがオリジナルプログラムにおいて失敗した一方、ヤマグチは無難にまとめ、フリープログラムでもミスのない演技を披露して優勝、金メダルを獲得した。また、オリンピック後に開催された世界選手権においても2連覇を成し遂げた。
1991－1992年シーズン終了後にヤマグチはプロへ転向し、スターズ・オン・アイスのトップスターとして長年活動した。
1998年世界フィギュアスケート殿堂入りを果たす。
2000年8月、NHLのアイスホッケー選手であるブレット・ヘディカンと結婚。2003年に長女・ケアラ喜代美が、2005年に次女・エマ喜子が誕生した。
2005年12月、合衆国オリンピック殿堂（アメリカオリンピック委員会により1979年に設立）に加えられた。
2008年5月にABCで放送されたダンスリアリティ番組「ダンシング・ウィズ・ザ・スターズ」（第8シーズン）に出演、優勝している。
2011年10月27日にアメリカの東日本大震災民間支援プロジェクト・アロハ親善訪問団の団長として来日し、元関脇の高見山大五郎らとともに福島県いわき市の小学校とスパリゾートハワイアンズなどを訪問した。

## スケート技術
リボンで結んだポニーテールの髪型、小柄ながらも、細い手脚の美しい容姿から繰り出される高い表現力、美しいレイバックスピンに定評があり、アルベールビルオリンピックのフリープログラムでは、芸術点において審判9人中8人が6点満点中5.9点の高得点をマークした。
ジャンプは当時の女子選手としては希少だった、5種類の3回転ジャンプ(ルッツ、フリップ、ループ、サルコウ、トウループ)を全て跳ぶ事ができた。アルベールビルオリンピックのフリープログラムでは、トリプルルッツ+トリプルトウループ、2回目のトリプルルッツという当時として難度の高いジャンプを披露した。

## 主な戦績

### 女子シングル
| 大会/年          | 1987-88 | 1988-89 | 1989-90 | 1990-91 | 1991-92 |
| ---------------- | ------- | ------- | ------- | ------- | ------- |
| オリンピック     |         |         |         |         | 1       |
| 世界選手権       |         | 6       | 4       | 1       | 1       |
| 全米選手権       |         | 2       | 2       | 2       | 1       |
| スケートアメリカ |         | 3       |         | 1       | 2       |
| ラリック杯       |         |         |         |         | 2       |
| ネイションズ杯   |         |         |         | 1       |         |
| NHK杯            |         | 2       | 2       |         |         |
| 世界Jr.選手権    | 1       |         |         |         |         |

### ペア
| 大会/年          | 1986-87 | 1987-88 | 1988-89 | 1989-90 |
| ---------------- | ------- | ------- | ------- | ------- |
| 世界選手権       |         |         | 5       | 5       |
| 全米選手権       |         |         | 1       | 1       |
| スケートアメリカ |         |         |         | 2       |
| NHK杯            |         |         | 3       |         |
| 世界Jr.選手権    | 3       | 1       |         |         |